# Фильине (футбольный клуб)
«Фильине» — итальянский футбольный клуб из города Фильине-Вальдарно, выступающий в Серии С1, третьем по силе дивизионе чемпионата Италии. Основан в 1965 году. Домашние матчи проводит на арене «Стадио Гоффредо Дель Баффа», вмещающем 1 700 зрителей. «Фильине» никогда в своей истории не поднимался в Серию А и Серию Б, лучшим достижением клуба стал выход в Серию С1 по итогам сезона 2008/09.